# Storabborrtjärnen (Laxsjö socken, Jämtland)
Storabborrtjärnen är en sjö i Krokoms kommun i Jämtland och ingår i Indalsälvens huvudavrinningsområde. Storabborrtjärnen ligger i Kullflon-Nyflon Natura 2000-område.